# Climacia basalis
Climacia basalis là một loài côn trùng trong họ Sisyridae thuộc bộ Neuroptera. Loài này được Banks miêu tả năm 1913.